# Oued Fodda
Oued Fodda là một đô thị thuộc tỉnh Chlef, Algérie. Dân số thời điểm năm 2002 là 36.187 người.